# União Europeia e as Nações Unidas
A União Europeia (UE) é um Membro Observador da Organização das Nações Unidas desde 1974 e têm gozado de direitos de participação desde 2011. A União Europeia em si não possui direitos de voto, porém é representada através de seus 28 Estados-membros que também integram a organização, um dos quais (França) é Membro Permanente do Conselho de Segurança das Nações Unidas . 

## Representação
A União Europeia possui a condição de Estado Observador das Nações Unidas. Enquanto Observadores regulares, como a Liga Árabe e a Cruz Vermelha, não possuem direito de expressão na Assembleia de Geral, os representantes da União Europeia são autorizados a reportarem-se diante das demais representações diplomáticas; direito assegurado em 3 de maio de 2011. Alguns dos privilégios da União Europeia no Sistema das Nações Unidas incluem: participação em debates entre representações dos grupos principais ou perante Estados individualmente; submeter propostas ou emendas; direito de réplica; e circulação de documentos. Contudo, a organização não possui direito de voto ou de ocupar um assento no Conselho de Segurança.
A União Europeia é representada pelo Presidente do Conselho Europeu, o Alto Representante da União para os Negócios Estrangeiros e a Política de Segurança e também através da Comissão Europeia e das delegações europeias. Em 22 de setembro de 2011, o Presidente do Conselho Europeu Herman Van Rompuy realizou o primeiro discurso de uma autoridade europeia perante a Assembleia Geral. Antes de assegurar seus direitos de expressão na organização, a União Europeia era representada pelo Estado detentor da Presidência do Conselho da União Europeia.
A União Europeia integra de cerca de 50 acordos internacionais das Nações Unidas, sendo o único participante não estatal. Além disso, é um membro pleno da Comissão para o Desenvolvimento Sustentável (CSD), do Fórum para as Florestas e da Organização para Alimentação e Agricultura (FAO). Também têm sido regular a presença da União Europeia em reuniões de cúpula das Nações Unidas, como as cimeiras climáticas do Rio de Janeiro e de Quioto, ambas em 1992.
A União Europeia mantém sua membresia como Observador simultaneamente com a membresia de seus 28 Estados-membros, dois dos quais (França e Reino Unido) são Membros Permanentes do Conselho de Segurança da organização. Além disto, estas nações podem solicitar um parecer da União Europeia sobre determinado tópico em discussão. Isto, no entanto, não causaria impacto no direito de decisão de cada Estado.

### Delegação
| Chefe de delegação   | Nacionalidade | Mandato           |
| -------------------- | ------------- | ----------------- |
| João Vale de Almeida | Portugal      | 2015 - atualidade |
| Thomas Mayr-Harting  | Áustria       | 2011 - 2015       |
| Pedro Serrano        | Espanha       | 2010 - 2011       |
| Fernando Valenzuela  | Espanha       | 2004 - 2009       |